# Дзельква граболистная
Дзельква граболистная (лат. Zelkova carpinifolia) — вид деревьев рода Дзельква (Zelkova) семейства Вязовые (Ulmaceae).

## Распространение и экология
В природе ареал вида охватывает Закавказье, Турцию и Иран.
Предпочитает глубокие, влажные, но не заболоченные глинистые и суглинистые почвы; часто встречается в ущельях с влажным воздухом. В горах поднимается до 300—1200 м над уровнем моря.
Теневынослива. Чувствительна к весенним и осенним заморозкам.
Растёт вместе с дубом (Quercus), ясенем (Fraxinus), грабом (Carpinus); чистые насаждения образует редко. 

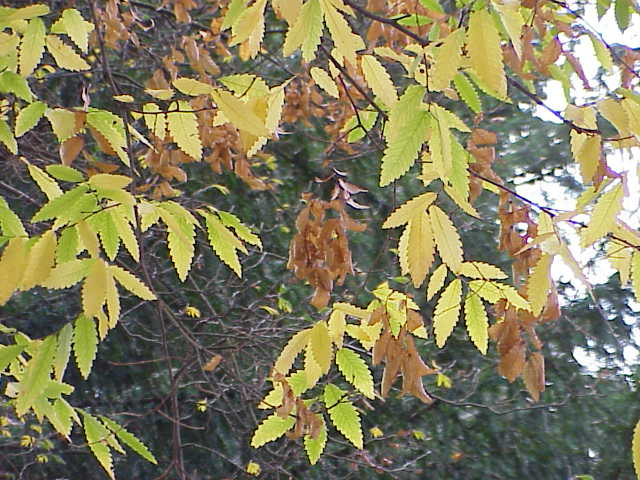
Листья

## Ботаническое описание
Дерево высотой до 30 м, со стволом диаметром до 2 м. При росте на свободе образует мощную широкоцилиндрическую крону, с закруглённой вершиной. Кора серовато-бурая, с отваливающимися чешуйками; веточки красно-бурые, волосистые. Корневая система глубокая и мощная.
Почки продолговато-конические, длиной 2—3 мм, оттопыренные, с красновато-бурыми или коричневыми, по краю бахромчатыми и беловолосистыми чешуями. Листья длиной 4—8 см, шириной 2—4 см, на молодых побегах крупнее, чем на старых, эллиптические или продолговато-эллиптические, остроконечные, с округлым или слегка сердцевидным, несколько неравнобоким основанием, с 4—8 парами жилок, городчато-пильчатые, зубцы притуплённые с маленьким остроконечием, сверху лоснящиеся, тёмно-зелёные, снизу бледнее, шероховатые, на черешках длиной 1—2 см. Осенью листья буреют или желтеют.
Плоды диаметром 3 мм, зеленоватые, угловатые, с 4 ребрышками. Семена тёмно-бурые.
Листораспускание и цветение в апреле. Плодоношение, на Кавказе, в августе — сентябре, в Крыму в октябре. Плодоносит не ежегодно. Листья опадают в ноябре.
До 60—80 лет растёт быстро, в 30—50 лет достигает высоты 15—20 м. Живет до 300 лет.

## Значение и применение
Употребляется в озеленении для обсадки аллей; благодаря способности давать корневую поросль, используется как почвоукрепляющее растение.
В 1760 г. введена в культуру во Франции, где быстро распространилась и акклиматизировалась, хорошо плодоносит. Имеется в культуре южных штатов США. Хорошо растёт в Англии.

### Древесина
Древесина ядровая, заболонь светло-жёлтая, ядро красновато-бурое. Годичные слои хорошо заметны на всех разрезах.
Плотная, упругая, тяжёлая и прочная, в воде буреющая, при полировании даёт красивый рисунок. Ценится как строительный материал, особенно для сырых мест; по техническим свойствам стоит выше дубовой.

## Таксономия
Вид Дзельква граболистная входит в род Дзельква (Zelkova) семейства Вязовые (Ulmaceae) порядка Розоцветные (Proteales).
|  |                                      |  |                                                             |                                                             |                   |  | ещё 8 семейств (согласно Системе APG II) | ещё 8 семейств (согласно Системе APG II) |                           |  |  |  | ещё 5 видов |
|  |                                      |  |                                                             |                                                             |                   |  | ещё 8 семейств (согласно Системе APG II) | ещё 8 семейств (согласно Системе APG II) |                           |  |  |  | ещё 5 видов |
|  |                                      |  |                                                             | порядок Розоцветные                                         |                   |  |                                          |                                          | род Дзельква              |  |  |  |             |
|  |                                      |  |                                                             | порядок Розоцветные                                         |                   |  |                                          |                                          | род Дзельква              |  |  |  |             |
|  | отдел Цветковые, или Покрытосеменные |  |                                                             |                                                             | семейство Вязовые |  |                                          |                                          | вид Дзельква граболистная |  |  |  |             |
|  | отдел Цветковые, или Покрытосеменные |  |                                                             |                                                             | семейство Вязовые |  |                                          |                                          |                           |  |  |  |             |
|  |                                      |  | ещё 44 порядка цветковых растений (согласно Системе APG II) | ещё 44 порядка цветковых растений (согласно Системе APG II) |                   |  |                                          | ещё около 9 родов                        | ещё около 9 родов         |  |  |  |             |
|  |                                      |  |                                                             | ещё 44 порядка цветковых растений (согласно Системе APG II) |                   |  |                                          |                                          | ещё около 9 родов         |  |  |  |             |